# Championnats d'Europe de boxe amateur 2011
Cet article traite de l'épreuve masculine. Pour la compétition féminine, voir Championnats d'Europe féminins de boxe amateur 2011.
Navigation
Édition précédente Édition suivante
La 39e édition des championnats d'Europe de boxe amateur s'est déroulée à Ankara, Turquie, du 17 au 24 juin 2011. 

## Résultats

### Podiums
| Catégories                  | Or              | Argent             | Bronze                                     |
| Poids mi-mouches (-48 kg)   | Salman Alizadeh | Belik Galanov      | Georgi Andonov Charlie Edwards             |
| Poids mouches (-52 kg)      | Andrew Selby    | Georgiy Balakshin  | Vincenzo Picardi Alexander Riscan          |
| Poids coqs (-56 kg)         | Veaceslav Gojan | Dmitriy Polyanskiy | Razvan Andreiana Furkan Ulaş Memiş         |
| Poids légers (-60 kg)       | Fatih Keleş     | Domenico Valentino | Vladimir Saruhanyan Volodymyr Matviychuk   |
| Poids super-légers (-64 kg) | Ray Moylette    | Tom Stalker        | Vincenzo Mangiacapre Heybatulla Hajialiyev |
| Poids welters (-69 kg)      | Fred Evans      | Magomed Nurutdinov | Adriani Vastine Zaal Kvachatadze           |
| Poids moyens (-75 kg)       | Maxim Koptyakov | Adem Kılıççı       | Jaba Khocitashvili Dmitro Mitrofanov       |
| Poids mi-lourds (-81 kg)    | Joe Ward        | Nikita Ivanov      | Imre Szellő Hrvoje Sep                     |
| Poids lourds (-91 kg)       | Teymur Mammadov | Tervel Pulev       | Bahram Muzaffer Johann Witt                |
| Poids super-lourds (+91 kg) | Magomed Omarov  | Roberto Cammarelle | Mikheil Bakhtidze Mihai Nistor             |

### Tableau des médailles
| Place | Pays              | Médaille d'or, Europe | Médaille d'argent, Europe | Médaille de bronze, Europe | Total |
| ----- | ----------------- | --------------------- | ------------------------- | -------------------------- | ----- |
| 1     | Russie            | 2                     | 4                         | 0                          | 6     |
| 2     | Azerbaïdjan       | 2                     | 0                         | 1                          | 3     |
| 3     | Irlande           | 2                     | 0                         | 0                          | 2     |
| 3     | Pays de Galles    | 2                     | 0                         | 0                          | 2     |
| 5     | Turquie           | 1                     | 1                         | 2                          | 4     |
| 6     | Moldavie          | 1                     | 0                         | 1                          | 2     |
| 7     | Italie            | 0                     | 2                         | 2                          | 4     |
| 8     | Angleterre        | 0                     | 1                         | 1                          | 2     |
| 8     | Bulgarie          | 0                     | 1                         | 1                          | 2     |
| 10    | Biélorussie       | 0                     | 1                         | 0                          | 1     |
| 11    | Géorgie           | 0                     | 0                         | 3                          | 3     |
| 12    | Roumanie          | 0                     | 0                         | 2                          | 2     |
| 12    | Ukraine           | 0                     | 0                         | 2                          | 2     |
| 14    | Arménie           | 0                     | 0                         | 1                          | 1     |
| 14    | Croatie           | 0                     | 0                         | 1                          | 1     |
| 14    | France            | 0                     | 0                         | 1                          | 1     |
| 14    | Allemagne         | 0                     | 0                         | 1                          | 1     |
| 14    | Hongrie           | 0                     | 0                         | 1                          | 1     |
| Total | 18 pays médaillés | 10                    | 10                        | 20                         | 40    |

## Référence
1. ↑  (fr) Championnats d'Europe de boxe amateur 2011 (les-sports.info)